# Canindé de São Francisco
Canindé de São Francisco é um município brasileiro no Sertão Sergipano, extremo noroeste do estado de Sergipe que dista 213km da capital Aracaju e serve de portal de entrada para passeios turísticos nos cânions do rio São Francisco. Sua população, conforme estimativas do IBGE de 2021, era de 30 894 habitantes.
O município foi palco de muitas cenas da minissérie Amores Roubados e da novela Cordel Encantado, ambas exibidas na Rede Globo. Mas a localidade tornou-se massivamente conhecida ao servir de cenário e caracterizar ambientação-base do enredo da telenovela Velho Chico, também exibida pela Globo.
Cidade que tem uma prainha famosa, com intuito de atender a crescente demanda turística, no ano de 2016 a localidade passou a contar com a Orla Salomão Porfírio Britto para a comodidade tanto de seus habitantes locais como também para a apreciação da magnífica vista do emblemático Rio São Francisco como presente aos seus visitantes.
A cidade serve como base e possui infraestrutura turística para passeios no chamado Monumento Natural do Rio São Francisco, onde se situam os famosos cânions e conta com visitações guiadas para a Usina Hidrelétrica de Xingó como também é nessa localidade que se situa o chamado MAX- Museu de Arqueologia de Xingó.

## História
A história do município está vinculada ao morgado de Porto da Folha. A princípio chama-se Canindé, depois Curituba para denominar-se, finalmente, Canindé do São Francisco pela Lei nº 890 de 11 de janeiro de 1958. O território teve sua penetração através do rio Curituba em 1629, para atender ao espírito de cobiça das bandeiras. No fim do século passado só havia quatro fazendas no território, quando Francisco Cardoso de Britto Chaves (Coronel Chico Porfírio) comprou ao capitão Luiz da Silva Tavares o referido morgado construindo nele a sede da fazenda e um curtume de couro em sociedade com o Coronel João Bernardes de Britto, chegando o mesmo a ser mecanizado, fato que contribuiu para formação do povoado.
Pela Lei estadual nº 368, de 7 de novembro de 1899 o povoado foi elevado à sede de Distrito de Paz, lei posteriormente revogada até que o Decreto-Lei nº 69, de 28 de março de 1938 restabeleceu a condição de sede de distrito. A Lei estadual nº 525-A de 25 de novembro de 1953 elevou o povoado à cidade e sede do município de Curituba, o qual foi instalado em 6 de fevereiro de 1955. Canindé fazia parte da sesmaria de 30 léguas de terras, concedidas aos Burgos - família da Bahia chefiada pelo desembargador Cristóvão Burgos e Contreiras - que lhes foi doada em 1629 pelo governador de Pernambuco, D. João de Souza. Essas mesmas terras pertenceram depois ao Morgado de Porto da Folha, instituído por Antônio Gomes Ferrão Castelo Branco. Conforme registro na Enciclopédia dos Municípios Brasileiros, nos tempos do Brasil Colonial o território de Canindé foi devassado pela cobiça das bandeiras. Mas, por causa da seca que sempre castigou toda a região sertaneja, os primeiros desbravadores acabaram perdendo o interesse pelas terras, apesar da grandeza do Rio São Francisco.
No final do século XIX, naqueles arredores existiam apenas quatro fazendas: Cuiabá, Brejo, Caiçara e Oroco. Foi quando Francisco Cardoso de Britto Chaves, conhecido como coronel Chico Porfírio, resolveu investir nas terras. Comprou uma grande propriedade ao capitão Luiz da Silva Tavares - onde posteriormente foi implantada a sede antiga de Canindé -, construiu sua residência e fundou também o Curtume Canindé, em parceria com o coronel João Fernandes de Brito. Mais tarde o curtume virou uma indústria mecanizada que atraiu inúmeros trabalhadores, aumentando a quantidade de moradias do lugarejo. Na Canindé de Cima havia algumas taperas pertencentes aos pescadores João e José Alves, Ota, José de Terto, Libório, Antônio Fininho, Neco de Carlota e a outras famílias. Na de Baixo, onde foi implantado o curtume, surgiram várias casas, transformando a povoação numa das mais importantes da beira do Velho Chico. Sua emancipação Em 1936, a povoação já contava com 120 casas e uma capela. Por isso ganhou a condição de 2º Distrito de Paz de Porto da Folha. Dois anos depois, através da lei nº 69, de 28 de março, passava à condição de vila.
Por volta de 1940, o curtume foi desativado, causando enorme prejuízo à vila, mas não impediu sua caminhada para a emancipação, que aconteceu no dia 25 de novembro de 1953, através da lei nº 525-A. A lei 377, de 31 de dezembro de 1943, havia mudado o nome do lugarejo para Curituba - atual nome de um povoado do município - para evitar a pluralidade de nomes no país. Isso contrariou a população, mas em 1958 a lei nº 890, de 11 de janeiro, devolveu ao município seu nome de origem indígena, que significa ararae papagaio, que passou a se chamar Canindé do São Francisco.
A região também serviu de locação para a primeira fase da novela Cordel Encantado, da Rede Globo, exibida em 2011. Onde a paisagem, a até uma área utilizada pelos banhistas, serviu como cenário para o porto da fictícia cidade de “Brogodó”, onde se desenrolava a trama.
Em 2016, a cidade serviu de cenário para parte das gravações da novela Velho Chico, da Rede Globo. Foi ali que em 15 de setembro deste mesmo ano, o ator Domingos Montagner desapareceu no Rio São Francisco, enquanto nadava em companhia da colega de elenco Camila Pitanga. O corpo do ator foi encontrado próximo à Usina do Xingó, no final da tarde do mesmo dia, a 18 metros de profundidade e a 320 metros da margem, da prainha de Canindé de São Francisco.

## Geografia
O território do município encontra-se inserido no polígono das secas; a temperatura média anual é de 25,8ºC, com precipitação de chuvas de 485,5 mm/ano, com período chuvoso de março a julho (outono-inverno). Em seu relevo encontram-se pediplanos e colinas, cobertos por uma vegetação de Capoeira e Caatinga. A região está inserida na bacia hidrográfica do Rio São Francisco e nela encontra-se a Usina hidroelétrica de Xingó. Além do São Francisco, o riacho Lajedinho e o rio Curituba drenam a região.

## Economia e turismo
As principais receitas municipais proveem da agricultura (milho, tomate, feijão e algodão), pecuária (bovinos, caprinos e ovinos), avicultura (galináceos) e da atividade turística na região da Hidrelétrica de Xingó.
Um dos pilares da economia do município é o turismo. O Vale dos Mestres, com  vegetação intocada, cânions e cavernas com pinturas rupestres datadas de 3 mil anos, além das rochas em formatos que lembram animais e figuras humanas, é uma das atrações.

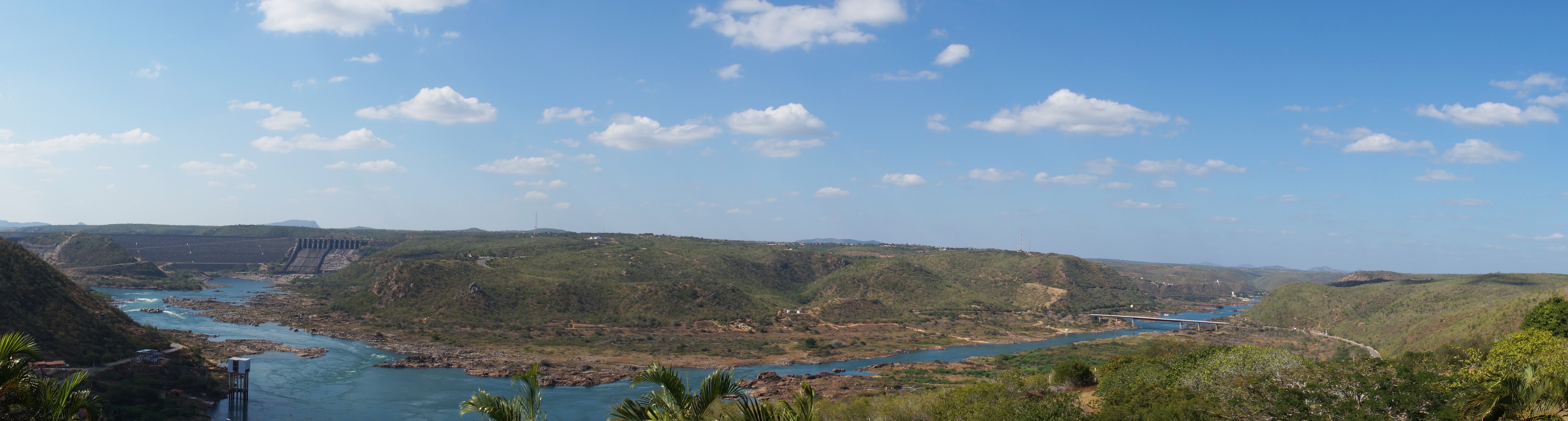
Região do Alto Xingó.

## Acesso

### Rodovias
- Pela BR-101, reconhecida pelo seu maior tráfego de veículos;
- Pela SE-230, ambientada e cuidada pelo trade turístico local como Rota do Sertão.[25]

### Aéreo
Canindé de São Francisco não possui aeroporto atualmente.

### Transporte público
Conta com uma rodoviária reformada e possui itinerários de ônibus com saída ao menos a cada hora, com exceção no período noturno.

## Esporte
O maior representante desportivo do município é o Clube Desportivo de Canindé do São Francisco clube que joga no bonito estádio Estádio André Avelino o qual fica às margens da SE-230.